# Madona da Humildade (Fra Angelico)
A Madona da Humildade é uma pintura de têmpera sobre madeira de Fra Angelico, executada em 1433-1435, que pertence ao Museu Thyssen-Bornemisza em Madrid e é conservada por empréstimo no Museu Nacional de Arte da Catalunha.

## Descrição

## História
As figuras monumentais, o esplendor das roupas, a luz modulada e o uso da cor azul colocam este painel no mais puro estilo italiano do século XV. A obra foi identificada como a descrita por Giorgio Vasari em 1568 na casa da família Gondi, em Florença. No entanto, não há firmeza nesta asserção.